# Philippe Barbarin

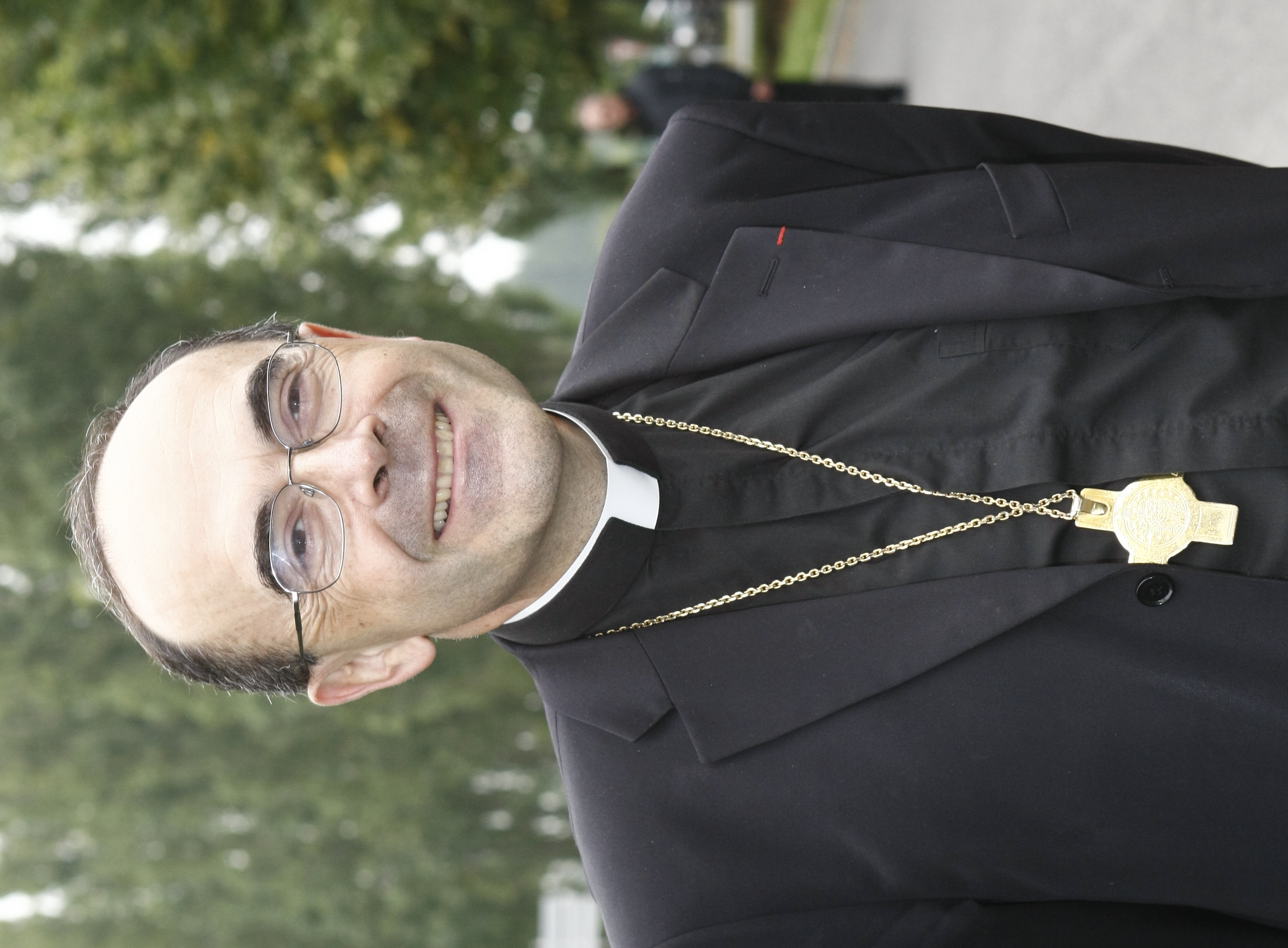
Philippe Kardinal Barbarin (2008)

Wappen von Kardinal Barbarin

Philippe Xavier Christian Ignace Marie Kardinal Barbarin (* 17. Oktober 1950 in Rabat, Marokko) ist emeritierter Erzbischof von Lyon und früherer Primas von Gallien.

## Leben
Philippe Barbarin studierte in Paris an verschiedenen Hochschulen Philosophie und Katholische Theologie. Er besitzt ein Lizentiat im Fach Theologie und ist Doktor der Philosophie. Am 17. Dezember 1977 empfing er das Sakrament der Priesterweihe und wurde in den folgenden acht Jahren als Vikar in Alfortville und Vincennes eingesetzt. Von 1985 bis 1990 wirkte er als Pastor und Lehrer in Saint-Maur. Zugleich versah er die Aufgabe des Diözesanbeauftragten für Fragen der Ökumene. Von 1991 bis 1994 war er Pfarrer in Boissy-Saint-Léger, von 1994 bis 1998 unterrichtete er am Priesterseminar von Fianarantsoa in Madagaskar und nahm gleichzeitig als Priester Fidei donum seelsorgerliche Aufgaben wahr.
Am 1. Oktober 1998 ernannte ihn Papst Johannes Paul II. zum Bischof des Bistums Moulins. Zum Bischof geweiht wurde er am 22. November desselben Jahres durch Philibert Randriambololona, Erzbischof von Fianarantsoa in Madagaskar. Kurz nach seiner Ernennung erregte Barbarin Aufsehen mit einem Zeitungsinterview, in dem er den Pflichtzölibat für Priester in Frage stellte. 2002 wurde er als Nachfolger von Louis-Marie Billé Erzbischof des Erzbistums Lyon und trägt damit zugleich den Ehrentitel „Primas von Gallien“.
Dem Kardinalskollegium gehört Philippe Barbarin seit dem 21. Oktober 2003 als Kardinalpriester mit der Titelkirche Santissima Trinità al Monte Pincio an. Er nahm am Konklave 2005 und am Konklave 2013 teil.
Im September 2012 äußerte sich Kardinal Barbarin im Hinblick auf die geplante Öffnung der Ehe in Frankreich für gleichgeschlechtliche Paare, er warnte vor einem Dammbruch, sollte die Ehe auch für homosexuelle Paare geöffnet werden. Als mögliche Folgen nannte er die Aufhebung des Verbots von Polygamie oder Inzest. Damit löste er eine heftige Debatte aus und sprach sich zum Schluss für ein Referendum über das Thema aus.
Seine wertvolle Tim-und-Struppi-Sammlung spendete er 2023 zugunsten der Jugendarbeit des „Rockerpriesters“ Guy Gilbert.

### Prozess, Verurteilung und Freispruch
Vom Missbrauchsopfer Alexandre Hezez informiert, hatte Barbarin auf Weisung aus dem Vatikan stillschweigend den Priester Bernard Preynat in den Ruhestand versetzt. Barbarin sagte 2016 unter anderem: „Gott sei Dank sind die meisten Fälle verjährt.“ Er war kritisiert worden, in der Vergangenheit mehrere Fälle von sexuellem Missbrauch durch den Priester Preynat in seinem Verantwortungsbereich nicht entschieden verfolgt zu haben. Die Staatssekretärin für Opferfälle Juliette Méadel verlangte seine Demission. Mitglieder des Opfervereins La Parole Libérée (Das befreite Wort) hatten Klage eingereicht. Der Verein zählte 72 Missbrauchsfälle durch Preynat auf, der am 16. März 2020 wegen seiner Taten zu fünf Jahren Gefängnis verurteilt wurde.
Vor einem Gericht in Lyon wurde Barbarin, zwei Bischöfen und drei Mitarbeitern vorgeworfen, einen Bericht über den Missbrauch von Minderjährigen durch Preynat nicht an die Behörden weitergeleitet zu haben. Die Hauptverhandlung gegen Barbarin sowie Erzbischof Maurice Gardès und Bischof Thierry Brac de la Perrière wurde am 7. Januar 2019 eröffnet. Der Präfekt der Glaubenskongregation, Luis Ladaria, hatte seiner Vorladung als Zeuge unter Berufung auf seine diplomatische Immunität keine Folge geleistet. Das Urteil wurde am 7. März 2019 verkündet. Obwohl die Staatsanwaltschaft keine Verurteilung gefordert hatte, wurde Barbarin durch den Strafgerichtshof (tribunal correctionnel) in Lyon zu einer sechsmonatigen Haftstrafe auf Bewährung verurteilt. Das Gericht bezog sich auf einen noch nicht verjährten Vertuschungsfall im Jahr 2014. Barbarin legte Berufung ein. Er bot gleichzeitig Papst Franziskus seinen Rücktritt an.  Unter Hinweis auf die Unschuldsvermutung lehnte der Papst Barbarins Rücktritt ab und beließ ihn im Amt. Der Vorsitzende der französischen Bischofskonferenz, Georges Pontier, äußerte Verwunderung über die päpstliche Entscheidung. Diese führe zu einer noch nie dagewesenen Situation. Am 24. Juni 2019 ernannte der Papst mit Michel Marie Jacques Dubost CIM einen Apostolischen Administrator sede plena für das Erzbistum Lyon, womit Barbarins Jurisdiktion mit sofortiger Wirkung ruhte. Im Berufungsverfahren wurde Philippe Barbarin im Januar 2020 vom Vorwurf der Nichtanzeige sexueller Übergriffe freigesprochen, nachdem bereits die Staatsanwaltschaft den Freispruch beantragt hatte: Der 69-Jährige könne nicht persönlich für Fehler der katholischen Kirche haften.
Einen Monat nach dem Freispruch, am 6. März 2020, nahm Papst Franziskus Kardinal Barbarins Rücktrittsgesuch schließlich an. Inzwischen ist Barbarin Almosenier im Mutterhaus der Kongregation der Kleinen Schwestern der Armen in Saint-Pern.

## Mitgliedschaften in der römischen Kurie
Philippe Kardinal Barbarin war Mitglied der folgenden Kongregationen der Römischen Kurie:
- Kongregation für den Gottesdienst und die Sakramentenordnung (seit 2003)[23]
- Kongregation für die Institute geweihten Lebens und für die Gesellschaften apostolischen Lebens (seit 2003,[23] bestätigt 2014[24])

## Film
2018 verfilmte François Ozon unter dem Titel Gelobt sei Gott den Missbrauchs- und Vertuschungsskandal. Philippe Barbarin wurde von dem Schauspieler François Marthouret dargestellt. Ozon zeigt unter anderem das Drama der Missbrauchsopfer, die sich gegen die Vertuschung wehren. Die hohe Zahl der Kinobesucher in Frankreich wurde als Demonstration gegen den Umgang der katholischen Kirche mit den Missbrauchsfällen angesehen. Der Versuch, die Aufführung des Films zu verbieten, war vor Gericht gescheitert.